# Русско-сербский союз (1807)
Русско-сербский союз - союз, заключенный во время Первого сербского восстания в Османской империи сербскими повстанцами во главе с Карагеоргием и Российской империей 10 июля 1807 года.
После того, как в конце 1806 года Османская империя вступила в союз с Францией Наполеона и была атакована со стороны России и Англии, турки были вынуждены искать пути к удовлетворению требований сербских повстанцев. В это же время Российская империя предложила сербам поддержку и сотрудничество. Они выбрали союз с Россией вместо признания турками автономии Сербии в рамках Османской империи (как было ранее оговорено в условия Ичкова мира). Карагеоргий, согласно условиям русско-сербского договора, должен был получить оружие, медицинскую помощь и военных советников, которые впоследствии оказали существенную роль в Сербской революции.
Русские стремились укрепить правый фланг своей армии за счёт сербских военных формирований. Сербы, в свою очередь, имели виды относительно создания своего собственного национального государства, в состав которого также должны были войти территории Боснии и Герцеговины, а также пашалыки Видин, Ниш, Лесковац и Пазар.